# نقود اليورو المعدنية

يستخدم اليورو في 19 دولة تقع في منطقة اليورو و4 دول صغرى مرتبطة (الأزرق الداكن).

هناك ثماني فئات من نقود اليورو المعدنية، تتراوح من سنت واحد إلى يوروين  (يُقسّم اليورو إلى مائة سنت). دخلت هذه العملات حيز الاستخدام لأول مرة في عام 2002. ولها وجه خلفي مشترك، يُصوّر خريطة أوروبا ، ولكن لكل دولة في منطقة اليورو تصميمها الخاص على الوجه ، مما يعني أن كل عملة تحتوي على مجموعة متنوعة من التصاميم المختلفة المتداولة في وقت واحد. تستخدم أربع دول أوروبية صغيرة ليست أعضاء في الاتحاد الأوروبي ( أندورا وموناكو وسان مارينو ومدينة الفاتيكان ) اليورو كعملة لها، ولها أيضًا الحق في سك عملات معدنية بتصميماتها الخاصة على الوجه.
تُسكّ العملات المعدنية، بالإضافة إلى عملات تذكارية متنوعة، في العديد من دور سك العملة الوطنية في جميع أنحاء منطقة اليورو وفقًا لحصص وطنية صارمة. لا تمتلك كل دولة عضو في منطقة اليورو دار سك عملة خاصة بها. تُختار تصاميم الوجه على المستوى الوطني، بينما يتولى البنك المركزي الأوروبي (ECB) إدارة الوجه الآخر والعملة ككل.

## تاريخ

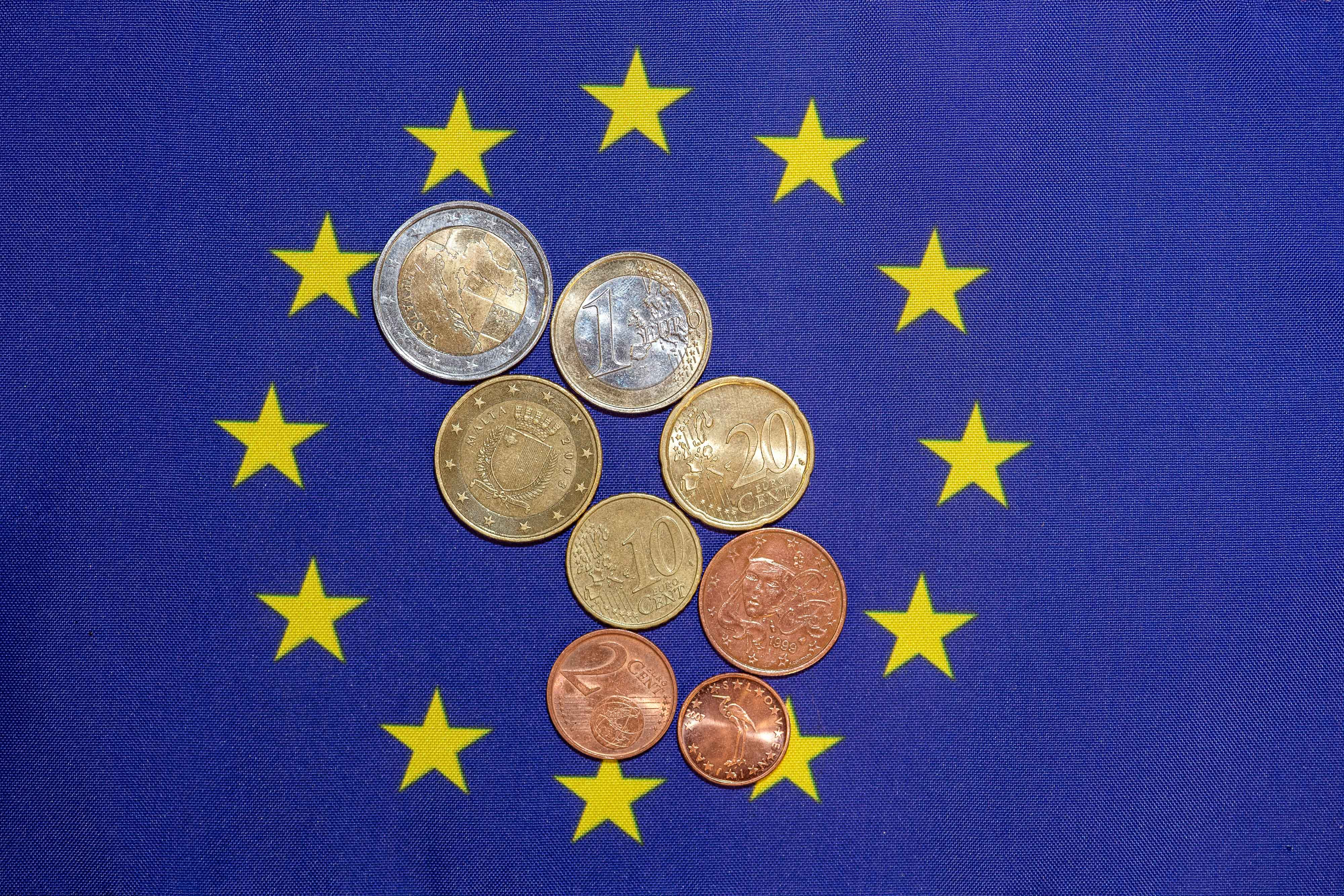
عملات اليورو الثمانية. أربع منها تحمل تصميمات وجهية من دول مختلفة (2 يورو كرواتي، 50 سنت مالطي، 5 سنت فرنسي، وسنت سلوفيني واحد)؛ أما الباقي، فيحمل تصميمًا وجهيًا مشتركًا.

ظهر اليورو إلى الوجود في الأول من يناير عام 1999.  وكان هدفًا للاتحاد الأوروبي وسابقاته منذ الستينيات.  دخلت معاهدة ماستريخت حيز التنفيذ في عام 1993 بهدف إنشاء اتحاد اقتصادي ونقدي بحلول عام 1999 لجميع دول الاتحاد الأوروبي باستثناء المملكة المتحدة والدنمارك (على الرغم من أن الدنمارك لديها سياسة سعر صرف ثابتة مع اليورو). 
في عام 1999، وُلدت العملة افتراضيًا وفي عام 2002 بدأت الأوراق النقدية والعملات المعدنية في التداول.  وسرعان ما حلت محل العملات الوطنية السابقة، وتوسعت منطقة اليورو منذ ذلك الحين إلى بعض الدول الأحدث في الاتحاد الأوروبي .  وفي عام 2009، أضفت معاهدة لشبونة طابعًا رسميًا على سلطتها السياسية، وهي مجموعة اليورو، إلى جانب البنك المركزي الأوروبي. 
في عام 2004، سُمح بسك عملات تذكارية بقيمة 2 يورو في ست ولايات.  وبحلول عام 2007، قامت جميع الدول باستثناء فرنسا وأيرلندا وهولندا بسك عملات تذكارية وأُصدِرَت أول عملة تذكارية على مستوى منطقة اليورو للاحتفال بمرور 50 عامًا على إنشاء الاتحاد الأوروبي. سنوات معاهدة روما. في عام 2009، أُصدِرَ الإصدار الثاني من العملة التذكارية بقيمة 2 يورو على مستوى منطقة اليورو، احتفالاً بمرور عشر سنوات على إنشاء الاتحاد الاقتصادي والنقدي. 
في عام 2012، أُصدِرَ ثالث إصدار على مستوى منطقة اليورو من عملة تذكارية بقيمة 2 يورو، احتفالًا بمرور 10 سنوات على إنشاء العملات والأوراق النقدية باليورو.  لم تصدر قبرص عملة نقدية تذكارية بقيمة 2 يورو حتى عام 2017.
مع توسع عضوية الاتحاد الأوروبي منذ عام 2004، و 2007، و2013، مع المزيد من التوسعات المتوقعة ، أُعيد تصميم الوجه المشترك لجميع عملات اليورو من قيمة 10 سنتات وما فوق في عام 2007 لإظهار خريطة جديدة. 
انضمت سلوفينيا إلى منطقة اليورو في عام 2007، وانضمت قبرص ومالطا في عام 2008، وسلوفاكيا في عام 2009، وإستونيا في عام 2011، ولاتفيا في عام 2014، وليتوانيا في عام 2015، وكرواتيا في عام 2023، وقدمت ثمانية تصاميم أخرى للجانب الوطني. 
بدأت أندورا في سك العملات المعدنية في عام 2014، وبحلول عام 2023 سيكون هناك 24 دولة لها عملاتها الوطنية الخاصة قيد التداول.
بلغاريا هي آخر دولة عضو في الاتحاد الأوروبي تُعلن عن تصميمها الوطني . وقد اختار البنك الوطني البلغاري تصميم عملات اليورو رسميًا في نوفمبر 2023  ، ووافق عليه مجلس الاتحاد الأوروبي في فبراير 2024.  وسيبدأ سك العملات المعدنية بالكميات اللازمة بعد فترة وجيزة من موافقة مجلس الاتحاد الأوروبي على اعتماد بلغاريا لليورو، بحيث يمكن طرحها للتداول اعتبارًا من تاريخ اعتماد اليورو في بلغاريا. 

## المواصفات
هناك ثماني فئات مختلفة من عملات اليورو المعدنية: €0.01، €0.02، €0.05، €0.10، €0.20، €0.50، €1.00 و€2.00. تُظهر العملات من فئات €0.01، €0.02 و€0.05 أوروبا بالنسبة إلى آسيا وأفريقيا على خريطة العالم. أما العملات المتبقية، فتُظهر الاتحاد الأوروبي قبل توسّعه في مايو 2004 إذا تم سكّها قبل 1 يناير 2007، وتُظهر خريطة أوروبا إذا سُكّت بعد ذلك التاريخ. وتُظهر العملات من النمسا، وإيطاليا، وسان مارينو، والبرتغال، ومدينة الفاتيكان الخريطة إذا كانت مسكوكة في عام 2008 أو بعده.
صُمم الوجه المشترك من قِبل لوك لويس من دار سك العملة الملكية البلجيكية.  وهي ترمز إلى وحدة الاتحاد الأوروبي.  صُممت الجوانب الوطنية من قِبل البنوك المركزية الوطنية لنظام اليورو في مسابقات منفصلة. هناك مواصفات تنطبق على جميع العملات المعدنية مثل شرط تضمين اثني عشر نجمة. لم يُسمح بتغيير التصميمات الوطنية حتى نهاية عام 2008، إلا في حالة وفاة أحد الملوك (الذي تظهر صورته عادةً على العملات المعدنية) أو تنازله عن العرش. شهدت التصميمات الوطنية بعض التغييرات بسبب قاعدة جديدة تنص على أن التصميمات الوطنية يجب أن تتضمن اسم الدولة المصدرة. 
الجانب المشترك من 0.01 يورو، و0.02 يورو، و0.05 يورو تُظهر العملات المعدنية فئة العملة، وبجانبها عبارة "يورو سنت"، واثنتا عشرة نجمة، وأوروبا مُبرزة على كرة أرضية، نسبةً إلى آسيا وأفريقيا. يُظهر الوجه المشترك لعملات 0.10 يورو، و0.20 يورو، و0.50 يورو حاليًا فئة العملة على اليمين، وبجانبها عبارة "يورو سنت"، واثنتا عشرة نجمة، والقارة الأوروبية على اليسار.
العملات المعدنية التي تم سكها من عام 1999 إلى عام 2006 تصور دول الاتحاد الأوروبي الخمس عشرة فقط، وليس القارة الأوروبية بأكملها، والتي تظهر على العملات المعدنية التي سُكَّت بعد عام 2007. الجانب المشترك لليورو 1 واليورو 2 تُظهر العملات المعدنية الفئة على اليسار، والعملة، وخريطة أوروبا، واثني عشر نجمة على اليمين. وبالمثل، تُظهر العملات المعدنية التي سُكّت بين عامي ١٩٩٩ و٢٠٠٦ دول الاتحاد الأوروبي الخمس عشرة، بدلاً من القارة الأوروبية بأكملها، كما هو موضح على العملات المعدنية التي سُكّت منذ عام ٢٠٠٧.  
ومع ذلك، تحتفظ عملات 1 سنت، 2 سنت، و5 سنت بتصميمها القديم، والذي يُظهر خريطة جغرافية لأوروبا مع إبراز الدول الأعضاء الخمس عشرة لعام 2002 بارتفاع طفيف عن بقية الخريطة.
| القيمة      | الصورة (2007 - حتى الآن) | اللون الأساسي | اللون الأساسي | اللون الثانوي | اللون الثانوي | القطر (مللي) | الثخانة (مللي) | الوزن (غرام) | الشكل        | المعدن                                                                          | الحافة                         |  |
| ----------- | ------------------------ | ------------- | ------------- | ------------- | ------------- | ------------ | -------------- | ------------ | ------------ | ------------------------------------------------------------------------------- | ------------------------------ |  |
| €0.01       |                          |               | برونزي        |               | لا يوجد       | 16.25        | 1.67           | 2.30         | مستديرة      | صلب مغطى بالنحاس                                                                | ناعمة                          |  |
| €0.02       |                          |               | برونزي        |               | لا يوجد       | 18.75        | 1.67           | 3.06         | مستديرة      | صلب مغطى بالنحاس                                                                | ناعمة with a groove            |  |
| €0.05       |                          |               | برونزي        |               | لا يوجد       | 21.25        | 1.67           | 3.92         | مستديرة      | صلب مغطى بالنحاس                                                                | ناعمة                          |  |
| €0.10       |                          |               | ذهبي          |               | لا يوجد       | 19.75        | 1.93           | 4.10         | مستديرة      | ذهب نوردي                                                                       | Shaped edge with fine scallops |  |
| €0.20       |                          |               | ذهبي          |               | لا يوجد       | 22.25        | 2.14           | 5.74         | زهرة إسبانية | ذهب نوردي                                                                       | Plain                          |  |
| €0.50       |                          |               | ذهبي          |               | لا يوجد       | 24.25        | 2.38           | 7.80         | مستديرة      | ذهب نوردي                                                                       | Shaped edge with fine scallops |  |
| قطعة 1 يورو |                          |               | فضي           |               | ذهبي          | 23.25        | 2.33           | 7.50         | مستديرة      | الجزء الخارجي: فضة النيكل الجزء الداخلي: Layers of نيكل نحاسي، نيكل، نحاس-نيكل  | Interrupted milled             |  |
| قطعة 2 يورو |                          |               | ذهبي          |               | فضي           | 25.75        | 2.20           | 8.50         | مستديرة      | الجزء الخارجي: نحاس-نيكل الجزء الداخلي: Layers of فضة النيكل, نيكل, فضة النيكل. | Edge lettering, fine milled    |  |
|             |                          |               |               |               |               |              |                |              |              |                                                                                 |                                |  |

## تصميم

### الجانب المشترك
جميع العملات المعدنية لها وجه خلفي مشترك يوضح قيمة العملة، بتصميم من المصمم البلجيكي لوك لويكس .  تصميم العملات من فئة 1 سنت، و2 سنت، و5 سنت تُظهر العملات المعدنية مكانة أوروبا في العالم ككل،  العملة المعدنية فئة 10 سنتات وما فوق تظهر إما الدول ال15 التي كانت تُشكل الاتحاد الأوروبي عام ٢٠٠٢، أو القارة الأوروبية بأكملها، إذا سُكّت بعد عام ٢٠٠٧،  بالإضافة إلى توقيع لوك لويكس، الذي يظهر كحرفي L متصلين (LL). تُظهر العملات المعدنية من إيطاليا، وسان مارينو، والفاتيكان، والنمسا، والبرتغال التصميم الجديد إذا سُكّت عام ٢٠٠٨ أو بعده.  ترمز هذه العملات إلى وحدة الاتحاد الأوروبي. 

#### التصميم الحالي
في السابع من يونيو عام 2005، قرر المجلس الأوروبي تحديث الجانب المشترك من العملات المعدنية من فئة 10 سنت يورو إلى 2 يورو لتعكس توسع الاتحاد الأوروبي في عام 2004.  1 سنت، و2 سنت و5 سنت تُظهر العملات المعدنية أوروبا فيما يتعلق ببقية العالم، وبالتالي ظلت دون تغيير.  في عام 2007، قُدِّمَ التصميم الجديد.  لا يزال التصميم يحتفظ بجميع عناصر التصميمات الأصلية، بما في ذلك النجوم الاثني عشر، ولكن اُستُبدِلَت خريطة الولايات الخمس عشرة بخريطة تُظهر أوروبا بأكملها كقارة، بلا حدود، للتأكيد على الوحدة.   لم تكن هذه العملات المعدنية إلزامية لأعضاء منطقة اليورو الحاليين عند تقديمها في عام 2007، ولكنها أصبحت كذلك لكل عضو في عام 2008. 
بدءًا من عام 2017، ستُطلَق عملات 1، و2، و5 سنت من الدول الأعضاء الفردية في تعديل تصميم جانبها المشترك إلى إصدار جديد، يُحدَّد من خلال أرقام أصغر وأكثر تقريبًا وخطوط أطول خارج النجوم في محيط العملة. 
تظهر قبرص على بُعد مئات الكيلومترات شمال غرب موقعها الحقيقي لإدراجها على الخريطة. على عملتي 1 و2 يورو تظهر الجزيرة على أنها تقع مباشرة شرق البر الرئيسي لليونان ؛ على العملات المعدنية من فئة 0.10 يورو، و0.20 يورو، و0.50 يورو تظهر هذه الخريطة أسفل جزيرة كريت مباشرةً. كان الاقتراح الأصلي للمفوضية الأوروبية هو إدراج تركيا على الخريطة، لكن المجلس رفض هذا التصميم.

#### التصميم الأولي
أظهرت التصاميم الأصلية لعملات 10 سنت، 20 سنت، و50 سنت مخططًا لكل واحدة من الدول الأعضاء الخمس عشرة في الاتحاد الأوروبي. وقد ظهرت كل دولة منفصلة عن الأخرى، مما منح أوروبا مظهر الأرخبيل. كما صُوِّرَت الدول الأعضاء في الاتحاد الأوروبي التي كانت خارج منطقة اليورو (الدنمارك، السويد، والمملكة المتحدة). أما الدول غير الأعضاء في الاتحاد الأوروبي فلم تُصوَّر.
على عملات 1 و2 يورو، بدت الكتلة الأرضية أكثر تماسكًا، رغم وجود حدود مُشار إليها. وكما هو الحال في الإصدارات الحالية، احتوت جميع العملات على 12 نجمة في تصميمها.
يمكن أن يعود تاريخ السنة الظاهرة على العملات المعدنية إلى عام ١٩٩٩، وهو العام الذي أُنشئت فيه العملة رسميًا (لم تُسكّ إلا العملات البلجيكية، والهولندية، والفنلندية، والفرنسية، والإسبانية بتاريخ ١٩٩٩). عادةً ما تسك هذه الدول عملاتها المعدنية بتاريخ سكّها بدلًا من تاريخ طرحها للتداول.
حذّر باحثون من جامعة زيورخ من أن وجود حلقة معدنية خارجية تحيط بقرص داخلي بلون مختلف، كما هو الحال في عملات اليورو، قد يؤدي إلى إطلاق مستويات عالية من النيكل، مما يسبب ردود فعل تحسسية لدى الأشخاص الذين يعانون من حساسية تجاه المعدن. حذَّر الباحثون أيضًا من أن العملات المعدنية يمكن أن تحتوي على ما بين 240 و 320 ضعف كمية النيكل المسموح بها بموجب توجيه النيكل في الاتحاد الأوروبي..

### الجوانب الوطنية
يختلف وجه العملة من ولاية لأخرى، حيث يُسمح لكل دولة باختيار تصميمها الخاص. يمكن أن تحمل كل عملة من العملات الثماني تصميمًا واحدًا (مثل العملات الأيرلندية)، أو أن تختلف من عملة لأخرى (مثل العملات الإيطالية). في الملكيات، عادةً ما يحمل الوجه الوطني صورةً لملك الدولة، غالبًا بتصميم مستوحى من العملة السابقة (مثل العملات البلجيكية). تميل الجمهوريات إلى إظهار المعالم الوطنية أو الرموز أو التصاميم المنمقة (مثل العملات الفرنسية). تخضع النقوش على حافة عملة الـ 2 يورو للاختيار الوطني أيضًا.
لا توجد في الوقت الحاضر أي خطط لإلغاء التصميمات الوطنية لصالح الخيار الأوروبي المشترك. ومع ذلك ، فقد اقترحت اللجنة أن تتمتع عملات 1، و2، و5 سنت بتصميم مشترك لإبقاء التكاليف منخفضة 
على الرغم من أنها ليست أعضاء في الاتحاد الأوروبي، فإن موناكو، وسان مارينو، ومدينة الفاتيكان (وأندورا منذ عام 2014) لديها أيضًا عملات يورو تحمل جانبًا وطنيًا، ولكن عددًا كبيرًا من هذه العملات لم تُطرَح في التداول العام من قبل السلطات التي باعتها بدلاً من ذلك لهواة الجمع بأسعار أعلى من قيمتها الاسمية.  بسبب هذا ، في عام 2012 ، أثبتت اللائحة الأوروبية: "نسبة بسيطة، لا تتجاوز 5 ٪ من إجمالي القيمة الصافية المتراكمة وحجم العملات المعدنية التي تصدرها دولة عضو ، مع مراعاة سنوات فقط مع إصدار صافي إيجابي، يجوز تقديمها في السوق أعلى من القيمة الاسمية إذا ما تبهرها الجودة الخاصة بالعملة المعدنية، أو حزمة خاصة أو أي خدمات إضافية. 
لا تُصدر أيٌّ من المناطق التابعة لدول منطقة اليورو عملات يورو خاصة بها. لدى فرنسا وهولندا مناطق خارجية تُصدر عملاتها الخاصة.
اعتبارًا من عام 2023 ، تصدر 24 دولة عملات أوروبية مع جوانبها الوطنية ، لما مجموعه 192 قطعة نقدية مختلفة من اليورو ، وليس حساب الاختلافات السنوية أو العملات المعدنية التذكارية.

#### اللوائح
إن أساس عملات اليورو مستمد من توصية أوروبية صدرت عام 2003، والتي سمحت بتغيير الجوانب الوطنية لعملات اليورو من 1 يناير 2004 فصاعدًا.  ومع ذلك، لا يزال هناك عدد من التوصيات والقيود سارية.
يجب أن يكون لعملات اليورو وجه خلفي مشترك، لذا لا يجوز تغيير سوى الوجهين الوطنيين. كما يجب ألا تُغيّر الوجوه الوطنية القياسية للعملة قبل عام ٢٠٠٨ على أقرب تقدير، إلا إذا تغيّر رئيس الدولة المصوّر على بعض العملات قبل ذلك التاريخ.
في عام ٢٠٠٥، أُضيفت توصية أخرى إلى دليلين توجيهيين بشأن تصميم العملات المعدنية. يجب تحديد الدولة المصدرة للعملة بوضوح على وجهها الأمامي، إما بذكر اسمها الكامل أو اختصار واضح لها؛ ويجب عدم تكرار اسم العملة أو فئتها على وجهها الأمامي، كما هو موضح بالفعل على الوجه الخلفي. 
لا تنطبق هذه القيود بأثر رجعي؛ بل تنطبق فقط على التصميمات الجديدة - الجوانب الوطنية للإصدارات العادية للدول التي انضمت حديثًا إلى اليورو أو دول منطقة اليورو التي تغير تصميمها، و2 يورو. العملات التذكارية الصادرة منذ عام ٢٠٠٦ فصاعدًا تخضع لهذه القواعد. مع ذلك، كان من المفترض في البداية أن تُجري الدول الخمس التي انتهكت تصاميمها التحديث الأول للقواعد ( النمسا، وبلجيكا، وفنلندا ، وألمانيا، واليونان) تعديلات على تصاميمها مستقبلًا، وهو ما فعلته فنلندا عام ٢٠٠٧  وبلجيكا عام ٢٠٠٨.
في عام 2008، أدت توصية أخرى إلى تغيير القواعد مرة أخرى: 
- يجب أن تُحيط نجوم الاتحاد الأوروبي الاثنتا عشرة المحيطة بتصميمات العملات المعدنية بالتصميم الوطني، بما في ذلك علامات السنة واسم الدولة. ويجب أن تظهر النجوم بنفس طريقة اصطفافها على علم الاتحاد الأوروبي.
- لا يجوز تغيير تصميم عملات اليورو إلا في حالتين محددتين:
  - إذا كان تصميم العملة المعدنية ينتهك التوصيات، فقد يتم تحديثه ليصبح متوافقًا معها.
  - إذا كان تصميم العملة المعدنية يصور رئيس دولة، فمن الممكن تحديثه:

1. كل خمسة عشر عامًا لجعله متوافقًا مع المظهر الحالي لرئيس الدولة؛
2. إذا تنازل رئيس الدولة عن العرش أو توفي. مع ذلك، لا يجوز استخدام رؤساء الدول المؤقتين كسبب لتغيير التصميم؛ بل يُشترط دفع مبلغ 2 يورو. عملة تذكارية (ربما عملة ثانية بقيمة 2 يورو) سيُسمَح بإصدار العملات التذكارية.

قامت فنلندا وبلجيكا بالفعل بتصحيح تصميم العملات المعدنية الصادرة لتشمل الأحرف الأولى من اسم الدولة في عامي 2007 و2008 على التوالي. واضطرت بلجيكا إلى تغيير تصميمها لإظهار الصورة الأصلية لملكها، لأن تحديث عام 2008 الذي جاء وفقًا للتوصيات حدّث الصورة أيضًا، وهو ما كان مخالفًا للقواعد. تُظهر العملات المعدنية البلجيكية من عام 2009 فصاعدًا الصورة الملكية الأصلية لعام 1999، ولكنها بخلاف ذلك تحتفظ بتصميم عملة عام 2008 الجديد فيما يتعلق بتحديد هوية الدولة وعلامة السنة.
في عام 2012 ، وافقت اللائحة الأوروبية على مواصفات جديدة من عملات اليورو وسُمِّيَت (في المادة 1 ز) الموعد النهائي للجانبين الوطنيين من العملات المعدنية التي ستُحَدَّث بالكامل للامتثال للتنظيم الحالي: 20 يونيو 2062. 
- لا يجوز أن تتضمَّن الجهة الوطنية لعملات التداول أي إشارة إلى فئة العملة أو أي جزء منها. كما لا يجوز أن تتكرَّر فيها تسمية العملة الموحدة أو أي تقسيم فرعي لها، ما لم تكن تلك الإشارة ناتجة عن استخدام أبجدية مختلفة. ومع ذلك، يمكن أن تتضمَّن الكتابة على حافة عملة 2 يورو إشارة إلى الفئة، شريطة أن يُستخدم فقط الرقم "2" أو كلمة "يورو" بالأبجدية المعنية، أو كلاهما.
- ويجب أن تحمل الجهة الوطنية لجميع فئات عملات التداول إشارة إلى الدولة العضو المُصدِرة، وذلك باسم الدولة أو اختصار له.
- كما يجب أن تحمل الجهة الوطنية لعملات التداول دائرة من 12 نجمة تُحيط بشكل كامل بالتصميم الوطني، بما في ذلك سنة الإصدار وإشارة إلى اسم الدولة العضو المُصدِرة. ولا يمنع ذلك بعض عناصر التصميم من الامتداد داخل دائرة النجوم، شريطة أن تكون جميع النجوم مرئية بوضوح وكاملة. ويجب أن تُصوَّر النجوم الاثنتا عشرة كما هي في علم الاتحاد الأوروبي.
- ولا يجوز تعديل التصاميم المستخدمة في الجهة الوطنية للعملات العادية سوى مرة واحدة كل 15 سنة، دون الإخلال بالتعديلات الضرورية لمنع تزييف العملة. ومع ذلك، يمكن إجراء تغييرات على التصاميم المستخدمة في الجهة الوطنية للعملات العادية في حال تغيُّر رئيس الدولة المُشار إليه في العملة. إلا أن شغور المنصب مؤقتًا أو شغله بشكل مؤقت لا يمنح حقًا إضافيًا لإجراء مثل هذا التغيير.
- ويجب على الدول الأعضاء المُصدِرة أن تُحدِّث الجهة الوطنية لعملاتها العادية لتتوافق تمامًا مع هذه اللائحة بحلول 20 يونيو 2062.

في عام ٢٠١٤، أُقرّت لائحة جديدة بشأن عملات اليورو. لم تُجرِ أي تغييرات تتعلق بما ذُكر أعلاه. 
اعتبارًا من عام 2016، شهدت كلٌّ من بلجيكا، وموناكو، وهولندا، وإسبانيا، ومدينة الفاتيكان تغيُّرًا في رأس الدولة، وقد قامت جميعها بتعديل تصاميمها لتعكس هذا التغيير، وكذلك لتتوافق مع اللوائح الجديدة حيثما ينطبق ذلك.
في عام 2022 ، جاءت فرنسا للامتثال لقاعدة النجوم بعد تغيير التصميم الذي قام به على العملات 1 و 2 يورو ، حيث أُدرِجَ العام حتى ذلك الحين بين نجوم الاتحاد.
اعتبارًا من عام 2023، لا تزال كلٌّ من النمسا وألمانيا واليونان بحاجة إلى تضمين إشارة إلى الدولة العضو المُصدِرة. بالإضافة إلى ذلك، يتعيَّن على كلٍّ من اليونان، ولوكسمبورغ، وسلوفينيا الامتثال لقواعد النجوم. وأخيرًا، يجب على النمسا إزالة رموز الفئات النقدية من الجانب الوطني لعملاتها اليوروية.
يُرجى الأخذ بعين الاعتبار أن ما سبق يُشير إلى العملات "العادية"، إذ إن القطع التذكارية من فئة 2 يورو تستوفي الشروط المذكورة في جميع الإصدارات منذ عام 2013. ويعود ذلك إلى أن كلًّا من هذه القطع يُمثّل تغييرًا في التصميم، في حين أن العملات "العادية"، كما ذُكر، لا تتأثّر بهذه القواعد إلا إذا جرى تعديل تصميم جوانبها الوطنية، وللدول الأعضاء مهلة حتى 20 يونيو 2062 للامتثال، في حال لم يُعدَّل التصميم قبل ذلك التاريخ.
أخيرًا، يجب على الدول المختلفة إبلاغ بعضها البعض بتصاميمها الجديدة المقترحة (سواء للعملات "العادية" أو التذكارية من فئة 2 يورو)، بالإضافة إلى المجلس الأوروبي والمفوضية الأوروبية، اللذين يجب أن يُوافقا على هذه التصاميم.
فعلى سبيل المثال، أثارت العملات التذكارية من فئة 2 يورو، التي كانت بلجيكا تعتزم إصدارها عام 2015 بمناسبة الذكرى المئتين لمعركة واترلو، اعتراضات من فرنسا، ما أدى إلى سحب التصميم. غير أن بلجيكا أصدرت عملة تذكارية من فئة 2.50 يورو، مستفيدةً من كون هذه العملات لا تخضع لموافقة مسبقة على التصميم.

### ميزات الأمان
تتميّز عملات اليورو بخصائص أمنية عالية يمكن قراءتها آليًّا. فقد استُخدمت تقنيات متطورة في صناعة القطع المعدنية الثنائية المعدن والمركبة، كما هو الحال في عملات 1 و2 يورو. أما عملات 10، و20، و50 سنتًا، فهي مصنوعة من سبيكة ذهب الشمال (Nordic Gold)، وهي خليط معدني فريد يصعب صهره ويُستخدم حصريًّا في سكّ العملات. كما تساهم النقوش المحفورة على حافة عملة 2 يورو في حمايتها من التزوير.

### ميزات للأشخاص ذوي الإعاقة البصرية
صُممت عملات اليورو المعدنية بالتعاون مع منظمات تُمثل المكفوفين ، ولذلك فهي مُزودة بميزات عديدة تُمكّن من تمييزها باللمس فقط. كما صُممت مظهرها البصري ليسهل على من لا يستطيعون قراءة النقوش عليها التمييز بينها.
تزداد قيمة العملات المعدنية حجمًا ووزنًا. من بين الفئات الثماني لعملات اليورو المعدنية، تتميز الفئات الثلاث الأدنى بحجمها الصغير ولونها النحاسي، وهي رقيقة وخفيفة. أما الفئات الثلاث التالية فتشبه الذهب في لونها، وهي أكثر سمكًا وثقلًا. أما أعلى فئتين فهما ثنائيتا المعدن، وهما عادةً أكبر حجمًا وأكثر سمكًا من الفئات الأدنى.
بشكل عام، كلما زادت القيمة، كانت العملة أثقل وزنًا وأكبر حجمًا. لون النحاس يدل على قيمة منخفضة، ولون الذهب يدل على قيمة متوسطة، ولون معدنين مختلفين يدل على قيمة عالية.
هناك أيضًا اختلافات داخل كل مجموعة. تحتوي العملة البالغة 2 في المائة على ميزة مخبوزة لتمييزها عن العملات المعدنية 1 و 5 في المائة وأيضًا من قرش الولايات المتحدة ، الذي يحتوي على نفس اللون والقطر. وبالمثل ، فإن حافة العملة البالغة 20 سنت سلسة مع سبعة مسافات بادئة لتمييزها عن العملات المعدنية البالغة 10 و 50 سنت.
في حين أن العملات التي سبقت اليورو كانت مصممة خصيصًا بطرق مماثلة (أحجام وألوان وخطوط مختلفة) لمساعدة المكفوفين وضعاف البصر، كان اليورو هو أول عملة استشارت السلطات المنظمات التي تمثل المكفوفين وضعاف البصر قبل إصدار العملة. 

## إصدارات تذكارية
يجوز لكل دولة أيضًا سكّ عملتين تذكاريتين بقيمة 2 يورو سنويًا اعتبارًا من يونيو 2012. من عام 2004 إلى مايو 2012، سُمح للدول بسكّ عملة واحدة فقط سنويًا. يمكن استخدام عملات معدنية 2 يورو فقط بهذه الطريقة (لكي تكون مناقصة قانونية) وهناك حد على العدد الذي يمكن إصداره. يجب أن تلتزم العملة بمعايير التصميم العادية ، مثل الاثني عشر نجمة والسنة والبلد المصدر.
كانت اليونان أول دولة تصدر عملة تذكارية، وتبعتها دول أخرى. في عام 2007، شاركت كل دولة من دول منطقة اليورو في برنامج معاهدة روما، حيث أصدرت جميع الدول الأعضاء عملة معدنية بتصميم مماثل لإحياء ذكرى توقيع المعاهدة، وتختلف فقط في اسم الدولة المصدرة ولغة النص. وكان هذا هو الحال أيضًا في عام 2009، احتفالًا بالذكرى السنوية العاشرة للاتحاد الاقتصادي والنقدي . اِختير التصميم عن طريق التصويت الإلكتروني من قبل مواطني الاتحاد الأوروبي.  في عام 2012، أُصدِرَت عملة تذكارية مشتركة لإحياء الذكرى السنوية العاشرة لعملات اليورو والأوراق النقدية. في عام 2015 ، أُصدِرَت عملة تذكارية مشتركة للاحتفال بـ 30 عامًا من علم الاتحاد الأوروبي. أخيرًا ، في عام 2022 ، أُصدِرَت عملة تذكارية مشتركة للاحتفال بـ 35 عامًا من برنامج Erasmus.
في عام ٢٠٠٦، بدأت ألمانيا بإصدار سلسلة من العملات المعدنية، سلسلة "البوندسلاندر" الألمانية ، تُظهر كل ولاية من ولايات ألمانيا على عملاتها المعدنية. كان من المقرر في الأصل أن تستمر حتى عام ٢٠٢١، ولكن أُضيف إصدار إضافي في عام ٢٠١٩، مما أدى إلى تأجيل الإصدارات الثلاثة الأخيرة المخطط لها (٢٠١٩، و٢٠٢٠، و٢٠٢١) لمدة عام. انتهت السلسلة في عام ٢٠٢٢. في عام ٢٠٢٣، صدرت سلسلة جديدة (سلسلة البوندسلاندر). II) بدأت حتى عام 2038.
بدأت إسبانيا سلسلة عملات تذكارية Patrimonio de la Humanidad de la UNESCO (التراث العالمي لليونسكو) في عام 2010، إحياءً لذكرى جميع مواقع التراث العالمي لليونسكو في إسبانيا ، والتي من المخطط حاليًا أن تستمر حتى عام 2058.  يتزامن الترتيب الذي يُصدر العملة المعدنية لموقع معين مع الترتيب الذي أُعلن فيه كموقع للتراث العالمي لليونسكو . 
في عام ٢٠٢١، أطلقت فرنسا سلسلة عملات تذكارية بمناسبة دورة الألعاب الأولمبية الصيفية ٢٠٢٤. وانتهت السلسلة في عام ٢٠٢٤.
كما أصدرت لاتفيا وليتوانيا ولوكسمبورج ومالطا سلسلة من عملات تذكارية بقيمة 2 يورو.

### إصدارات تذكارية من الذهب والفضة
من الممارسات الوطنية القديمة سكّ العملات التذكارية الفضية والذهبية. على عكس الإصدارات العادية، لا تُعتبر هذه العملات عملة قانونية في جميع أنحاء منطقة اليورو ، بل تُصدر فقط في البلد الذي تُصدر فيه (مثلاً: لا يمكن استخدام العملة التذكارية الفنلندية بقيمة 10 يورو في البرتغال).
ومع ذلك، فإن هذه العملات الذهبية مخصصة لهواة الجمع، لأن قيمتها الاسمية تفوق قيمتها الحقيقية بكثير. غالبًا ما تتوفر بعض العملات الفضية، مثل الذكرى الألمانية البالغة 10 يورو، في البنوك وبعض تجار التجزئة بالقيمة الاسمية. هذه العملات المعدنية، ومع ذلك، لا تدور بشكل عام ولكن يُحتَفَظ بها من قبل هواة الجمع.
ومن غير المؤكد ما إذا كان مجلس وزراء الاتحاد الأوروبي سيمنح مثل هذه العملات المعدنية وضع العطاء القانوني خارج الحدود الوطنية، حيث تصدر موناكو وسان مارينو ومدينة الفاتيكان أيضًا هذا النوع من العملات المعدنية.

### عملة بلجيكية بقيمة 2.50 يورو
في عام 2015، أصدرت بلجيكا عملة تذكارية بقيمة 2.50يورو، وهي عملة قانونية داخل البلاد. سُكَّت 70,000 عملة معدنية احتفالاً بالذكرى المئوية الثانية لذكرى هزيمة نابليون في معركة واترلو . 
خططت بلجيكا في الأصل لسك عملات 2 يورو تذكارية لهذه المناسبة. لكن فرنسا عارضت هذه الخطة (بعد سك 180,000 قطعة نقدية، كان لا بد من التخلص منها). تتفوق على شكاوى فرنسا 2.50 يورو، لأن العملات المعدنية ليست مناقصة قانونية في الاتحاد الأوروبي، فقط في بلجيكا.
ينص قانون الاتحاد الأوروبي على أنه يمكن لأي دولة إصدار أي عملات معدنية جديدة تريدها طالما أنها من فئة غير منتظمة، لذلك اخترعت عملة بقيمة 2.50 يورو. 

## التداول
يراقب البنك المركزي الأوروبي عن كثب تداول ومخزون عملات اليورو المعدنية والورقية. ومن مهام نظام اليورو ضمان إمداد فعال وسلس لعملات اليورو المعدنية والحفاظ على سلامتها في جميع أنحاء منطقة اليورو. 

### إحصائيات
اعتبارًا من ديسمبر 2021 ، هناك ما يقرب من 141 مليار قطعة نقدية متداولة حول منطقة اليورو. على النقيض من ذلك ، فإن الولايات المتحدة قد تراجعت أكثر من 300 مليار بنس منذ عام 1983 عندما بدأ التكوين المعدني الحالي في الزنك المطلي بالنحاس. باستخدام عدد سكان 341.9 مليون لمنطقة اليورو ، أي ما يقرب من 199 قطعة نقدية من فئة 1 و2 سنت للفرد، و 215 قطعة نقدية أخرى للفرد.
البيانات الإحصائية صالحة حتى ديسمبر 2021 :
| فئة     | العملات المتداولة | الحصة   | القيمة باليورو    | يشارك   |
| ------- | ----------------- | ------- | ----------------- | ------- |
| 1 سنت   | 38,120,000,000    | 27.00%  | 381,200,000.00    | 1.22%   |
| 2 سنت   | 29,680,000,000    | 21.02%  | 593,600,000.00    | 1.90%   |
| 5 سنت   | 23,036,000,000    | 16.32%  | 1,151,800,000.00  | 3.69%   |
| 10 سنت  | 16,248,000,000    | 11.51%  | 1,624,800,000.00  | 5.20%   |
| 20 سنت  | 12,725,000,000    | 9.01%   | 2,545,000,000.00  | 8.15%   |
| 50 سنت  | 6,711,000,000     | 4.75%   | 3,355,500,000.00  | 10.74%  |
| 1 يورو  | 7,747,000,000     | 5.49%   | 7,747,000,000.00  | 24.81%  |
| 2 يورو  | 6,916,000,000     | 4.90%   | 13,832,000,000.00 | 44.29%  |
| المجموع | 141,183,000,000   | 100.00% | 31,230,900,000.00 | 100.00% |

### التزوير
يُزال من التداول سنويًا ما يُقارب 100,000 عملة يورو مزيّفة، ويُصادر عدد مماثل تقريبًا قبل أن يُطرح في السوق. وبالنظر إلى وجود 56 مليار عملة في التداول، تُعدّ العملات المزيّفة نادرة نسبيًا. ويُذكر أن حوالي نصف العملات المزيّفة تحمل التصميم الوطني الألماني، غير أن حالات التزوير قد كُشفت في عملات تعود إلى جميع الدول المُصدِرة. وتُشكّل عملات 2 يورو المزيّفة النسبة الأكبر (60% في عام 2011)، يليها في الغالب عملات 1 يورو، ثم عدد قليل من عملات 50 سنتًا. وتجدر الإشارة إلى أن عدد عملات 2 يورو المزيّفة التي يُعثَر عليها سنويًا يشهد انخفاضًا، في حين أن أعداد عملات 1 يورو و50 سنتًا المزيّفة آخذة في الارتفاع.
إجمالي كمية العملات المزيفة التي أُزيلت من التداول:
| سنة  | ما قبل التداول | أثناء التداول | مصدر   |
| ---- | -------------- | ------------- | ------ |
| 2017 | 31,059         | 160,914       | [ 38 ] |
| 2016 | 77,084         | 150,258       | [ 38 ] |
| 2015 | 20             | 146,889       | [ 38 ] |
| 2014 | 301,970        | 192,195       | [ 38 ] |
| 2013 | 31,051         | 177,600       | [ 38 ] |
| 2012 | 184,000        | 184,000       | [ 39 ] |
| 2011 | 157,000        | 157,000       | [ 40 ] |
| 2010 | 186,000        | 186,000       | [ 41 ] |
| 2009 | 172,100        | 172,100       | [ 42 ] |
| 2008 | 195,900        | 195,900       | [ 42 ] |
| 2007 | 211,100        | 211,100       | [ 43 ] |
| 2006 | 163,800        | 163,800       | [ 43 ] |
| 2005 | 100,500        | 100,500       | [ 43 ] |
| 2004 | 74,564         | 74,564        | [ 44 ] |
| 2003 | 26,191         | 26,191        | [ 44 ] |
| 2002 | 2,336          | 2,336         | [ 44 ] |

ويقدر المركز التقني والعلمي الأوروبي (ETSC) أن ما يصل إلى مليوني قطعة نقدية مزيفة في التداول عام 2002.
أظهرت التحقيقات الأخيرة التي أجرتها المفوضية الأوروبية أن تطورات التزوير تتزايد، مما يجعل الكشف السريع أكثر صعوبة.  في عام 2008، دعا عضو البرلمان الأوروبي الأيرلندي إيوان رايان ‏ إلى تشديد التنظيم على الرموز والميداليات التي تُستَخدَم بشكل متزايد في المشتريات الصغيرة بشكل رئيسي في آلات البيع في جميع أنحاء أوروبا. 

## عملات معدنية صغيرة
تُشكّل عملات فئة 1 سنت، و2 سنت، و5 سنتات ما يقارب 80% من إجمالي العملات الجديدة المُسكّة في منطقة اليورو . ونظرًا لتكلفة إنتاج هذه العملات منخفضة القيمة، اقترحت المفوضية وبعض الدول الأعضاء إمكانية خفض التكاليف من خلال اعتماد تصميم مشترك على جانبي هذه العملات، بدلًا من سكّ تصاميم متعددة ومختلفة. 
عملات اليورو 1 و2 يورو ثنائية اللون. الذهب عبارة عن سبيكة، 75% منها من النحاس، و20% من الزنك، و 5٪ من النيكل. "الفضة" هي النيكل النحاسي ، 75% النحاس و 25٪ النيكل.  تعد عملات 10 سنت، و 20 سنت، و 50 سنت هي سبيكة خاصة تُعرف باسم "Nordic Gold" ، والتي تتكون من 89 ٪ من النحاس ، و 5 ٪ من الألومنيوم ، و 5 ٪ من الزنك ، و 1 ٪ من القصدير.  العملات المعدنية 1 سنت، و 2 سنت، و 5 سنت هي Fourrées الصلب المطلي بالنحاس.  سبائك النحاس تجعل العملات المعدنية المضادة للميكروبات.

### تقريب الأسعار
طُرحت عملات 1 سنت و2 سنت في البداية لضمان عدم استخدام تجار التجزئة لإصدار اليورو كذريعة لرفع الأسعار بشكل كبير. ومع ذلك، نظرًا لتكلفة الحفاظ على تداول العملات منخفضة القيمة، سواء من قِبل الشركات أو دور سك العملة، تُقرّب بلجيكا، وفنلندا، وأيرلندا، وإيطاليا، وهولندا، وسلوفاكيا، وإستونيا، وليتوانيا الأسعار إلى أقرب خمسة سنتات ( التقريب السويدي ) عند الدفع نقدًا، بينما تُنتج عددًا قليلًا فقط من هذه العملات لهواة الجمع، بدلاً من التداول العام.    لا تزال العملات المعدنية عملة قانونية وتُنتج خارج هذه الدول. 

### الدول ذات التقريب السويدي
صدر قانون التقريب السويدي في فنلندا في يناير 2002، بعد وقت قصير من طرح العملات المعدنية للتداول.
حذت هولندا حذوها في سبتمبر 2004،  تحت ضغط من متاجر التجزئة، التي زعمت أن التعامل بالعملات المعدنية من فئة سنت واحد وسنتين مكلف للغاية. بعد تجربة ناجحة في مدينة فوردن في مايو 2004، سُمح لتجار التجزئة في جميع أنحاء هولندا في سبتمبر 2004 بتقريب قيمة المعاملات النقدية إلى أقرب خمسة سنتات. 
في بلجيكا، أصبح التقريب ممارسة شائعة منذ عام 2014؛ وبموجب القانون، أصبح التقريب إلزاميًا لعمليات الشراء النقدية منذ 1 ديسمبر 2019.  بالنسبة للمدفوعات ببطاقات الخصم أو الائتمان، يمكن للتاجر اختيار ما إذا كان سيطبق التقريب أم لا ولكن يجب عليه إبلاغ العميل مسبقًا.  مع سريان التقريب الإلزامي، توقف البنك الوطني البلجيكي عن إنتاج العملات المعدنية من فئة 1 و2 سنت. 
قدمت أيرلندا التقريب في عام 2015 بعد تجربة عام 2013 في ويكسفورد .  
في مايو 2017، أصدر البرلمان الإيطالي قرارًا بوقف سك عملات 1 سنت و2 سنت اعتبارًا من 1 يناير 2018، وتطبيق نظام التقريب السويدي. 
يُعزى سحب العملات ذات التداول المنخفض جزئيًا إلى ارتفاع أسعار المعادن؛ فقد حسب البنك المركزي الهولندي (De Nederlandsche Bank) أنه سيوفر 36 مليون دولار سنويًا من خلال التوقف عن استخدام العملات الصغيرة. أما دول أخرى مثل ألمانيا فقد فضّلت الاحتفاظ بهذه العملات بسبب رغبتها في الاستمرار في تسعير المنتجات بـ1.99 يورو، وهو ما يبدو أكثر جاذبية للمستهلك من سعر 2 يورو. ووفقًا لما كتبه جيمس ديبونو في صحيفة Malta Today، "فإن إلغاء هذه العملات يُعد أمرًا لا يمكن تصوره في ألمانيا، حيث يُعرف كل من المستهلكين وتجار التجزئة بهوسهم بالتسعير الدقيق". كما أعلنت كل من لوكسمبورغ ومالطا أنهما لا ترغبان في إزالة هذه العملات. وهذا ما تؤيده أيضًا البنك المركزي الأوروبي، إذ يرى أن هذه العملات تتيح للشركات حساب الأسعار بدقة أكبر لجذب المستهلكين، مثل تسعير المنتجات بـ0.99 يورو. 
وفقًا لاستطلاع يوروباروميتر لعام 2005 حول آراء مواطني الاتحاد الأوروبي، كان الألمان الأكثر تشككًا بشأن إزالة عملات 1 سنت و2 سنت من التداول الكامل في منطقة اليورو، إلا أن أغلبية الألمان أيدوا الإزالة بالفعل (بنسبة 58٪ لعملة 1 سنت و52٪ لعملة 2 سنت في عام 2005). وكان البلجيكيون الأكثر دعمًا لفكرة الإزالة. أما في استطلاع مماثل أُجري عام 2017، فقد أظهر أن 64٪ من سكان منطقة اليورو يؤيدون الإزالة مع اعتماد تقريبات للأسعار، وكانت النسبة تفوق 70٪ في بلجيكا، وإيرلندا، وإيطاليا، وهولندا، وسلوفاكيا. وكانت البرتغال ولاتفيا هما الدولتان الوحيدتان اللتان أظهرتا غالبية نسبية لصالح الإبقاء على العملات (49٪ ضد الإزالة، و45–46٪ مع الإزالة). وفي الاستطلاع ذاته عام 2021، تبين أن 67٪ من المستطلعين في منطقة اليورو يؤيدون الإزالة، وجميع دول المنطقة أظهرت غالبية نسبية من المواطنين لصالح ذلك. 
أصدرت المفوضية الأوروبية عام ٢٠١٠ إرشاداتها بشأن التعاملات النقدية باليورو في الحياة اليومية، وذلك لتزويد المواطنين بإرشادات حول القضايا ذات الآثار المباشرة على حياتهم اليومية. استندت هذه الإرشادات إلى عشرة مبادئ توجيهية، منها مبدأان لا يزالان قائمين: "لا ينبغي فرض أي رسوم إضافية على المدفوعات النقدية" و"لا ينبغي للدول الأعضاء اعتماد قواعد جديدة لتقريب الأسعار لأقرب خمسة سنتات".  وبعد مشاورات، كان من المقرر اعتماد مبادرة من المفوضية الأوروبية للنظر في اعتماد تقريب الأسعار بحلول نهاية عام ٢٠٢١.  وبغض النظر عن قرار المفوضية، اقترحت سلوفاكيا تطبيق التقريب اعتبارًا من عام ٢٠٢٢. 

## الجدل
في ربيع عام 2016، نشأ الجدل في هولندا بعد أن أظهرت حلقة من البرنامج التلفزيوني Keuringsdienst van Waarde أن عملات اليورو لهولندا ودول أخرى كانت تُصنع بواسطة شركة Poongsan الكورية الجنوبية، وهي منتج معروف للقنابل العنقودية .  القنابل العنقودية محظورة دوليًا بموجب اتفاقية القنابل العنقودية لعام 2008 (CCM)، بسبب آثارها العشوائية وطويلة الأمد على المدنيين. تحظر اتفاقية الذخائر العنقودية استخدام أو إنتاج أو تخزين أو نقل الذخائر العنقودية بالإضافة إلى المساعدة في هذه الأعمال. بعد طرح الأسئلة البرلمانية، صرحت الحكومة الهولندية أن دار سك العملة الملكية الهولندية قد طلبت حوالي 40 مليون "عملة فارغة" بين عامي 2011 و2016، وأن بونجسان كانت على قائمة الموردين المعتمدين لدى مجموعة عمل مديري دار سك العملة التابعة للمفوضية الأوروبية.  ومنذ ذلك الحين، استبعدت كل من دار سك العملة الملكية الهولندية ودار سك العملة النرويجية بونجسان كمورد لعملات فارغة بسبب تورطها في الذخائر العنقودية.  كما أثيرت أسئلة في ذلك العام في البرلمان الأوروبي حول وجود بونجسان على القائمة المعتمدة لموردي العملات الفارغة لدى مجموعة عمل مديري دار سك العملة التابعة للمفوضية الأوروبية. وردت المفوضية بمزاعم مفادها أنه على الرغم من دعم الاتحاد الأوروبي لاتفاقية الأسلحة الكيميائية، فإن الاتحاد الأوروبي نفسه ليس طرفًا فيها وأن المسؤولية عن هذه القضية تقع على عاتق الدول الأعضاء في الاتحاد الأوروبي.